# 이영학

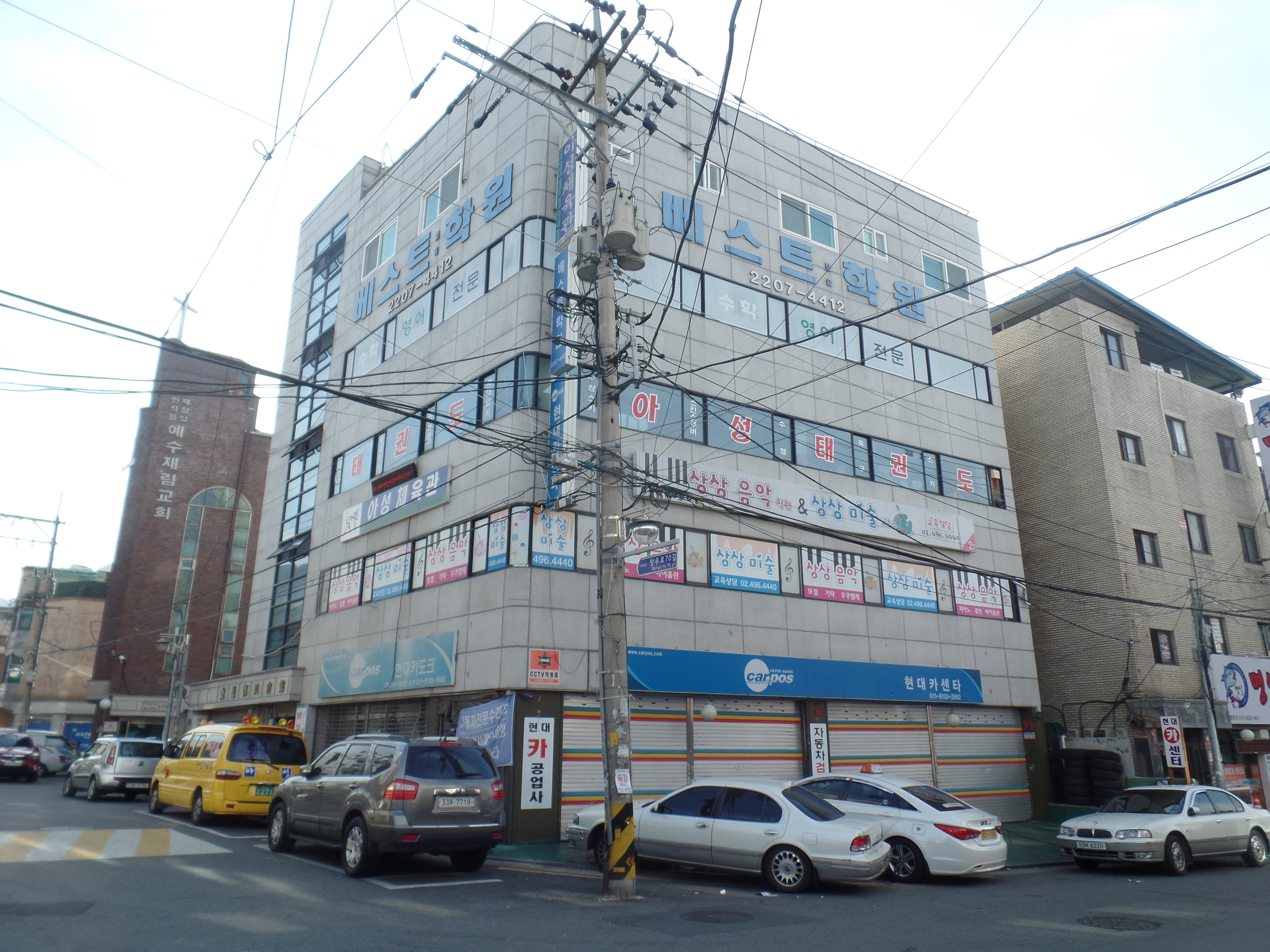
외부에서 본 사건발생 장소

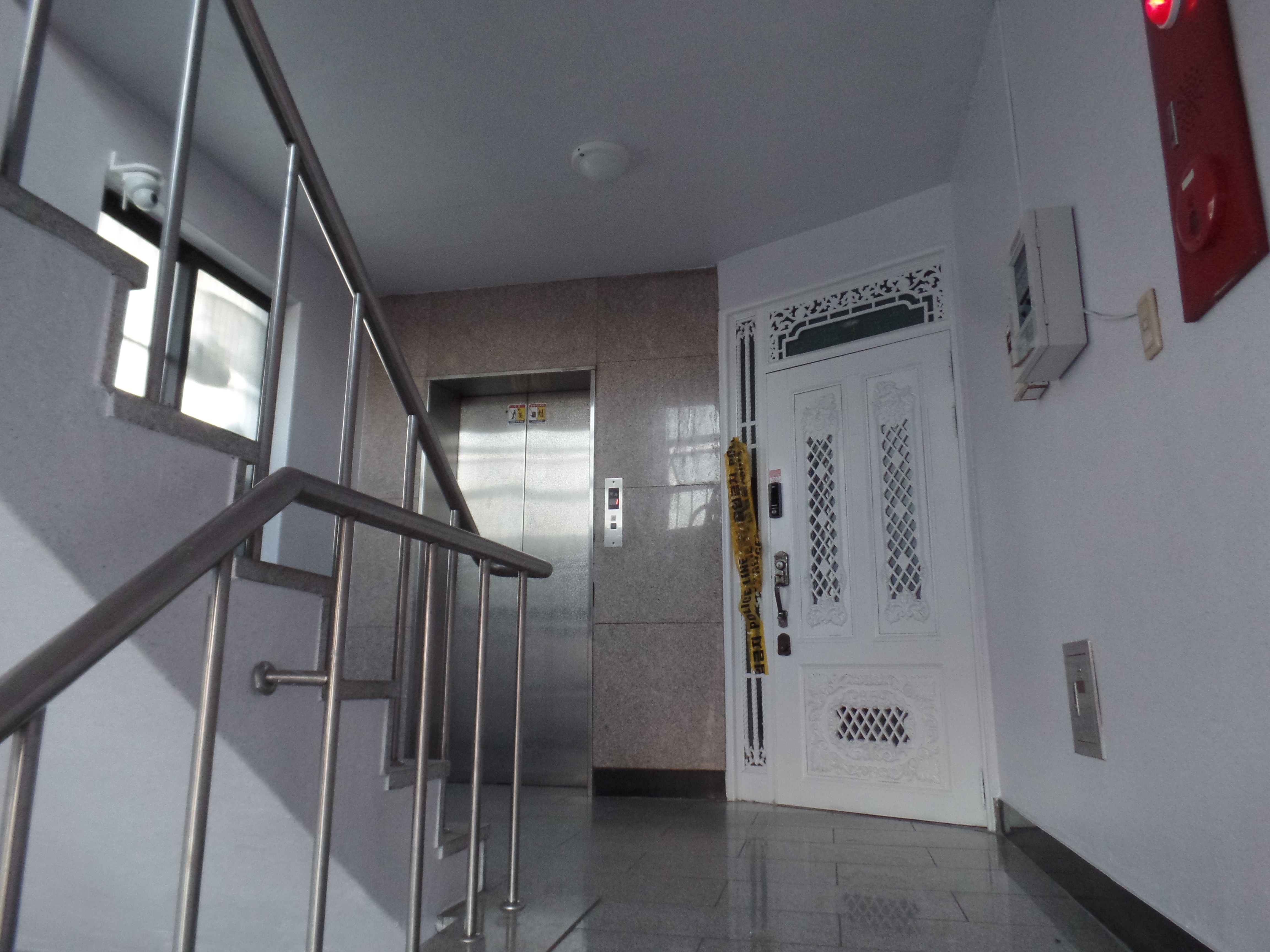
사건발생 장소의 출입문

이영학(1982년 7월 26일 ~ )은 대한민국의 살인범이다.

## 생애
1982년 경상북도 영주에서 2남 1녀 중 막내로 태어났다. 9세 때부터 치아와 뼈를 연결하는 부위에 악성종양이 자라는 희귀 난치병인 거대백악종이 발병했다. 2년에 한 번씩 총 5번 수술 과정에서 1개의 어금니만 남았지만 종양의 성장은 멈췄다.
이영학은 경기도 의정부시에서 중학교를 다녔다. 이영학의 중학교 교사는 "1996년 이영학이 중학교 2학년 때 몸에 피를 묻히고 등교해 피해 여학생의 피라면서 동급생들에게 여학생 성폭행 사실을 자랑하고 다녀 조사했더니 시인했다"며 "퇴학을 시키려 했으나 교장의 반대로 경미한 징계에 그쳤다"고 회상했다. "이영학은 무단결석 일수가 수업일수 1/3을 초과해 졸업이 불가한 상황이었는데 교장이 직권으로 상위법을 위반하면서 은폐해 졸업시켰다"며 "당시 이영학의 부친이 의정부의 재력가였는데 어머니의 치맛바람이 셌다"고 덧붙였다. 이영학의 중학교 동창들은 "이영학이 또래 친구 3명과 한 여성을 성폭행한 모습을 직접 목격했다"며 초등학생에게 과자를 주며 데려가 성폭행했다고도 말했다. 이영학의 어머니 김모씨는 이영학의 아버지가 사업에 실패하면서 이혼했다.
이영학은 18살 때 일하던 횟집에서 14살 최미선을 만났다. 최미선이 17살인 2003년 8월 26일에 딸 이아연을 낳았다. 이영학의 딸도 생후 6개월에 거대백악종 진단을 받아 14세까지 7차례 수술을 받았다.
2005년 11월 9일 MBC 《생방송 화제집중》에 방송돼 '어금니 아빠'로 알려졌다. 유전병을 앓게 된 딸을 위해 미국까지 가서 후원금을 모집하고 딸을 지극히 사랑하는 모습으로 시청자들의 관심을 받았다. 하지만 경제난을 호소하면서 후원금을 모집한 정황과는 달리 고가의 외제 차량을 다량 보유하고 튜닝까지 하는 등 호화로운 생활을 해 온 것으로 밝혀졌다.
이영학은 2007년부터 기초생활수급자로 지정돼 매달 생계 급여 109만원과 장애 수당 등을 포함해 160만원을 수령했다. 이영학은 정신장애 2급 판정을 받았지만, 총포소지허가증을 갖고 여러 정의 총기를 소지하고 다녔다.
사기·무면허·주거침입·절도 등 전과 11범의 이영학은 온라인 커뮤니티에 온몸에 문신을 한 사진과 함께 "숙성된 진정한 36년산 양아오빠", "눈깔아주삼" 등의 저급한 문구를 올리고, 트위터를 통해 '양아오빠'라는 닉네임으로 숙식을 제공한다며 10대 미성년자를 모집하였다. 이영학은 여러 여성들을 모집해 성매매를 알선하고 아내까지 다른 남성들과 성관계를 갖게 해 돈벌이를 했다. 이영학은 온라인과 소셜미디어 등을 통해 성 매수자와 성매매 여성을 모집하고 성관계 장면을 몰래 촬영한 뒤 성인 사이트에 올려 수익도 챙겼다. 성관계 동영상 중에는 아내가 촬영된 영상도 다수 포함됐다. 이영학은 집에 다수의 성기구를 수집해놓고, 아내 최미선의 성기에 여성을 비하하는 문구를 문신으로 새겨 넣었다.
2017년 7월부터 강남의 한 오피스텔에 1인 마사지숍을 열고 자신의 아내를 성매매 시켰다.

## 아내 사망 사건
2017년 9월 1일 이영학(35세)의 아내인 최미선(31세)은 "2009년부터 8년간 의붓시아버지로부터 지속적으로 성폭행을 당했다"며 영월경찰서에 찾아가 고소장을 냈다. 최미선은 남편 이영학이 2009년 딸의 병원비 마련을 위해 미국으로 가 있는 동안 강원도 영월의 시집에서 머물렀는데, 이때부터 시어머니와 사실혼 관계에 있던 새시아버지의 성폭행이 시작됐다고 주장했다. 그러나 최미선은 고소장을 낸 지 나흘 만인 2017년 9월 5일 서울 중랑구 망우동 5층 자택에서 떨어져 숨졌다. 이영학은 신고를 받고 출동한 119 구급대원들이 아내에게 심폐소생술을 하고 있는데 전화를 하며 울지도 않았다. 아내를 태운 구급차가 출발하는 모습을 쳐다보지도 않고 휴대전화만 쳐다봤다. 이영학은 아내 사망 3일 후 성인 사이트에 "커플이 되고 싶다. 동거 가능"이라는 내용을 담은 글을 올리기도 했다.
숨진 최미선의 이마 부분엔 무언가로 맞아 찢어진 듯한 상처가 나 있었다. 투신으로 인한 신체 손상과는 다른 것으로 조사됐다. 경찰은 숨진 아내 최미선의 이마에서 발견된 상처에 대해 이영학이 폭행 사실을 자백함에 따라 상해 혐의도 적용할 방침이다.
이영학의 계부는 며느리 성폭행 혐의를 부인하다가 최미선의 몸에서 자신의 DNA가 확인되자 '성관계는 했지만 성폭행은 하지 않았다'고 입장을 바꿨다. 2017년 10월 25일 이영학의 계부 배 모(60세)가 강원도 영월군 상동읍 내덕리 자택 앞 비닐하우스 안에서 목을 매고 숨져 있는 것을 이영학의 어머니 김 모(57세)가 발견해 신고했다.

## 여중생 살인 사건
2017년 9월 30일 서울특별시 중랑구 망우동 363-1 자택에서 14세 딸의 친구 김 양에게 수면제를 먹인 다음 성폭행을 시도하다 깨어 저항하자 목 졸라 살해하고 사체를 강원도 영월군 상동읍 덕구리 야산에 유기한 혐의로 2017년 10월 5일 검거되었다. 피해 여중생의 시신에서는 평소 불면증을 앓던 이영학이 복용해온 수면제 졸피뎀 성분이 검출됐다. 이영학은 2017년 10월 10일 범행을 시인했다.
이영학은 중학생 딸 친구를 유인해 추행한 뒤 살해·유기한 혐의, 교통사고를 가장해 총 약 2830만원 가량의 보험금을 타낸 혐의도 인정했다.

## 수사
이영학은 초등학교 때 집에 놀러왔던 딸 친구인 피해자를 범행 대상으로 선정해 성적 욕구를 해소할 목적으로 범행했다고 진술했다.
살해당한 피해자 김 양은 2017년 9월 30일 낮 12시 20분 이영학의 딸과 함께 서울 중랑구 망우동 자택에 들어왔다. 이영학의 딸은 같은 날 오후 3시 40분 집을 나갔다. 이영학은 4시간 뒤인 오후 7시 48분 딸을 데리러 나가 오후 8시 14분 함께 집으로 돌아왔다. 이영학의 딸은 다음날인 10월 1일 오전 11시 53분 다시 집을 나갔다가 오후 1시 44분 귀가했다.
서울중랑경찰서에 따르면 이영학과 딸이 사전에 유인을 계획했고, 김양이 집으로 찾아오자 딸이 수면제를 탄 음료수를 직접 건네 마시게 한 것으로 조사됐다. 김양이 수면제를 먹고 잠들자 이영학은 딸을 집에서 내보낸 뒤 김양을 성추행했고, 10월 1일 오전 다시 딸이 외출한 사이 김양이 깨어나 소리를 지르며 저항하자 넥타이로 목을 졸라 살해한 것으로 조사됐다. 국립과학수사연구원 부검 결과 김양의 몸에서 기구를 사용한 학대로 추정되는 정황도 발견됐다. 이영학이 딸과 함께 김양 시신을 가방에 넣어 차량 트렁크에 실은 뒤 영월군의 한 야산에 유기하는 과정에서 지인 박 모(36세)의 차량을 이용했고, 은신처를 마련하는 데도 그의 도움을 받았다.
경찰은 이영학에게 아동·청소년의 성 보호에 관한 법률상 강제추행 살인과 형법상 추행유인·사체유기 혐의를, 딸에게는 추행유인·사체유기 혐의를 적용해 검찰에 송치했다. 이영학의 도피를 도운 지인 박 모는 범인도피·은닉 혐의로, 친형 이 모(38세)는 사기·사기방조 혐의로 검찰에 불구속 송치했다.
경찰은 이영학이 아내를 성적으로 학대하는 영상을 확보하여 여죄를 수사하고 있다.
이영학은 아내에게 성매매를 알선 등 자신의 모든 혐의를 인정했다. 이영학과 그 외 공범 3명에 대한 결심공판은 1월 30일 열렸는데, 검찰은 이영학에게 사형을 구형했다. 선고공판은 2018년 2월 21일 열렸다.

## 판결
2018년 2월 21일 1심에서 사형이 선고되었다. 이영학은 1심 판결 이튿날인 2월 22일 항소했다.
2018년 9월 6일 2심에서 무기징역이 선고되었다.
2018년 11월 29일 상고심에서 무기징역이 확정되었다.

## 저서
- 《어금니 아빠의 행복》 ISBN 9788992404105 (2007년 10월 22일)

## 같이 보기
| - 유영철 - 정두영 - 정남규 (범죄인) - 정성현 (범죄인) | - 강호순 - 김해선 - 김일곤 - 김점덕 |